# Grönkulla (naturreservat)
Grönkulla är ett naturreservat i Linköpings kommun i Östergötlands län.
Området är naturskyddat sedan 2009 och är 22 hektar stort. Reservatet omfattar några höjder och en mindre våtmark. Reservatet består av lövträdspräglad skog med gammal barrskog i lägre delar.